# Conciencia de Patria
Conciencia de Patria (CONDEPA) fue un partido político populista de Bolivia vigente entre finales de la década de 1980 hasta inicios de la década de 2000.  Su fundador y líder fue Carlos Palenque Avilés, poeta, locutor y político.

## Historia
CONDEPA fue fundada en La Paz el 21 de septiembre de 1988. El partido tenía su principal apoyo en el Departamento de La Paz.
CONDEPA fue el primer gran partido en Bolivia que apeló a la identidad cultural de los aymaras, una de las naciones indígenas del país. Tomó prestados los símbolos kataristas y usó la bandera wiphala. Palenque a menudo utilizaba referencias a la cultura aimara en sus campañas.

## Gobierno Municipal de La Paz
Durante un corto periodo de auge para o CONDEPA, Carlos Palenque encontró un aliado llamado Julio Mantilla, un compañero de partido que tenía un origen humilde, consiguió con él ganar las elecciones municipales de 1991 en la ciudad de La Paz, consiguiendo además un periodo exitoso de gestión municipal en el que Julio Mantilla se caracterizó por su eficiencia al ejecutar proyectos. Cuando la gestión municipal fue completada en 1993, Carlos Palenque decidió usar el éxito de la gestión  para catapultar la vida política de Mónica Medina, su esposa, esto desencadenó en un enfrentamiento y más tarde en la renuncia de Mantilla a CONDEPA, para luego crear su propio partido político político, el MPP. En las elecciones municipales de 1993 Julio Mantilla tuvo el porcentaje de votos más alto, pero CONDEPA  logró acceder a la Alcaldía de La Paz con la candidatura de Mónica Medina través de alianzas con lso concejales de ADN, MNR y MIR. El partido ganó amplio apoyo entre la población urbana pobre e indígenas aymaras que habían migrado hacia las  ciudades más pobladas. CONDEPA perdió la carrera por la alcaldía de La Paz en 1995.
Para las elecciones de 1999, CONDEPA era un partido en crisis. Fue desacreditado cuando ingresó al gobierno del ex dictador Hugo Banzer. El partido sufrió la muerte de su líder, Carlos Palenque, y surgieron divisiones entre sus sucesores. Sumado a ello, la influencia de los medios de comunicación conectados al partido había disminuido significativamente. Como el partido perdió la contienda municipal en El Alto en dichas elecciones, perdió su último bastión político fuerte en el país.

## Elecciones generales de 2002
Para las elecciones generales de 2002, CONDEPA presentó a Nicolás Valdivia como su candidato presidencial y a Esperanza Huanca como candidata vicepresidencial. CONDEPA perdió los 22 escaños que poseía previamente en el Congreso. La implosión de CONDEPA permitió al naciente Movimiento al Socialismo ganar popularidad entre la población indígena urbana y pobre. CONDEPA-Movimiento Patriótico perdió su registro en el Tribunal Nacional Electoral poco después de la elección de 2002.

## Resultados electorales

### Presidenciales
|  | 12.25 % |

|  | 14.29 % |

|  | 17.16 % |

|  | 0.37 % |

### Parlamentarias
|  | 12.25 % |

|  | 14.29 % |

|  | 17.16 % |

|  | 0.37 % |